# Mpombo (Busokelo)
Mpombo ist ein Verwaltungsbezirk (Ward) des Distrikts Busokelo in der tansanischen Region Mbeya.

## Geografie
Mpombo liegt im Südwesten von Tansania. Der Bezirk liegt großteils auf über 1600 Höhenmetern. Nur im Westen sinkt das Gelände zu einem Nebenfluss des Mbaka auf unter 1400 Meter ab. Die Fläche des Bezirks beträgt 46 Quadratkilometer. Bei der Volkszählung 2022 lebten hier 8428 Menschen in 2485 Haushalten.

## Gliederung
Der Bezirk besteht aus fünf Gemeinden (Mtaa) mit 19 Orten (Kitongoji):
| Lusanje - Itete - Ndamba - Ipoma - Ipogolo - Masebe | Kasanga - Kasanga - Igembe - Kyejo - Kalambo | Ijoka - Ngunjwa - Ipoma - Ilundo - Nsongola - Mpafwa | Lulasi - Itongolugulu - Lulasi - Lukata | Bwilando - Bwilando - Ikubo |

## Wirtschaft und Infrastruktur
Die wichtigsten Wirtschaftszweige sind Landwirtschaft, Viehzucht und kleine Geschäfte.
- Gesundheit: Im Bezirk befindet sich ein Gesundheitszentrum.[6]
- Bildung: In Mpombo gibt es fünf Grundschulen mit rund 1800 Schülern und eine weiterführende Schule mit 367 Schülern (Stand 2017/18).[6]